# Évêché titulaire de Bisuldino
Bisuldino est le nom d'un diocèse de l'église primitive aujourd'hui désaffecté.
Son nom est utilisé comme siège titulaire pour un évêque chargé d'une autre mission que la conduite d'un diocèse contemporain.

## Situation géographique
Ce diocèse était situé dans la province de Gérone en Espagne.

## Liste des évêques contemporains titulaires de ce diocèse
| Début      | Fin        | Nat.    | Nom                             | Fonction exercée                           |
| ---------- | ---------- | ------- | ------------------------------- | ------------------------------------------ |
| 06/06/1970 | 07/06/1993 | Pologne | Mgr Tadeusz Błaszkiewicz (pl)   | Évêque auxiliaire de Przemyśl (Pologne)    |
| 07/12/1993 | 06/08/2007 | Italie  | Mgr Lorenzo Voltolini Esti (it) | Évêque auxiliaire de Portoviejo (Équateur) |
| 30/10/2007 | 24/01/2012 | France  | Mgr Hervé Gaschignard           | Évêque auxiliaire de Toulouse (France)     |
| 09/06/2012 | 15/11/2021 | France  | Mgr Juan Antonio Aznárez (es)   | Évêque auxiliaire de Pampelune (Espagne)   |